# Hegelsom
Hegelsom (Limburgs: Haegelsum) is een kerkdorp in het noorden van de Nederlandse provincie Limburg en is onderdeel van de gemeente Horst aan de Maas. Het dorp telt 2.085 inwoners (stand 1 januari 2023). Het station Horst-Sevenum ligt in Hegelsom.

## Geschiedenis
Het grondgebied van Hegelsom was al langer bewoond, waarvan de vondst in 1979 van het Vorstengraf uit omstreeks 700 v.Chr. getuigt.
Hegelsom werd eind 19e eeuw gesticht als heide-ontginningsdorp. Begin 20e eeuw ontstond de dorpskern. Een school werd gesticht in 1930. Een kerk werd ingewijd in 1933.
Tot 31 december 2000 behoorde Hegelsom tot de gemeente Horst die per 1 januari 2001 opging in de gemeente Horst aan de Maas.

## Bezienswaardigheden
- Sint-Hubertuskerk, uit 1933.
- De pastorie, uit dezelfde tijd, aan Pastoor Debijestraat 4, ontworpen door Joseph Franssen.
- De Sint-Annakapel aan Sint-Annaweg 30, een wegkapel uit de 2e helft van de 18e eeuw.
- De Sint-Joriskapel bij de Reulsberg.
- Enkele langgevelboerderijen van omstreeks 1860: Elzenweg 1 en Kogelstraat 70.
- Station Horst-Sevenum is gelegen op grondgebied van Hegelsom aan Stationsstraat 151. Uit 1864.

## Onderwijs
De school van Hegelsom werd gebouwd in 1930. De school was nauw betrokken bij de oprichting van de kerk drie jaar later. In 1933 vertrokken de zusters. De intussen legendarische meester J.M.J (Sjeng) Wijnen uit Maasbree werd benoemd als schoolhoofd van een lagere school voor jongens en meisjes.

## Pluimvee
In de omgeving van Hegelsom waren vroeger veel kippenbedrijven. Omstreeks 1965 werd aan de Stationsstraat een Pluimveevakschool gesticht. Op de voorgevel van dit gebouw stond een ijzeren beeld van een haan, gemaakt door kunstenaar Dolf Wong Lun Hing. Vanaf het voorjaar in 2011 staat deze haan op de nieuw aangelegde rotonde op de Stationsstraat en Pastoor Debijestraat.

## Verenigingen
De voetbalclub van Hegelsom is VV Hegelsom. Ook is er een muziekvereniging, Muziekvereniging St. Hubertus, gevestigd.

## Nabijgelegen kernen
Meterik, America, Horst, Sevenum, Grubbenvorst

## Geboren
- Raymond Knops (1971), Nederlands CDA-politicus